# Kate Leigh
Kate Leigh (Dubbo, 10 maart 1881 – Surry Hills, 4 februari 1964) was een Australische onderwereldfiguur.
Ze verdiende vooral aan het na het sluitingsuur openhouden van drankgelegenheden, nadat in de jaren 1920 onder druk van de matigingsbeweging strenge sluitingsuren waren ingesteld. De vete tussen Leigh en Tilly Devine, een andere vrouwelijke onderwereldfiguur, werd in een televisieserie verfilmd.

## Vroege leven
Leigh werd in 1881 in New South Wales geboren. Ze was het achtste kind uit huwelijk tussen schoenmaker Timothy Beahan en diens echtgenote Charlotte Smith. Leigh werd verwaarloosd en op twaalfjarige leeftijd in de 'Parramatta Industrial School for Girls' opgenomen. Op achttienjarige leeftijd trok ze naar Sydney waar ze algauw 'in problemen' raakte. Ze kreeg in 1900 een dochter, Eileen May Beahan. Op 2 mei 1902 huwde ze James Lee (Leigh), een kleine crimineel en bookmaker. In 1905 werd James tot gevangenschap veroordeeld vanwege het aanvallen en beroven van hun huisbaas. Toen hij vrijkwam bleven ze gescheiden leven.

## Misdaadcarrière
Leigh ging een relatie aan met Samuel 'Jewey' Freeman waardoor haar contacten in de onderwereld toenamen. Freeman werd samen met Ernest 'Shiner' Ryan voor een overval op de loonkas van een spoorwegatelier veroordeeld. Leigh voorzag Freeman van een alibi maar belandde begin 1915 vanwege meineed zelf in de gevangenis.
Van 1919 tot 1955, dankzij het wettelijk opgelegde vroege sluitingsuur van de drankgelegenheden, zorgde de illegale verkoop van grog voor het meest lucratieve deel van Leighs inkomsten. Op 22 september 1922 huwde ze met Edward Joseph Barry. Het huwelijk hield niet lang stand. Vanuit haar huis in Surry Hills werd ze onderneemster in de georganiseerde misdaad. Leigh voorzag in allerlei illegale goederen en diensten waaronder 'sly-grog', 'after-hours'-drankgelegenheden, prostitutie, kansspelen en vanaf de jaren 1920 cocaïne.
Leigh werd de 'Queen of the Underworld' genoemd. Ze genoot bescherming van een netwerk van mannelijke gangsters maar beschermde hen evengoed. Rivaliserende bendes knaagden aan haar winstmarges uit de cocaïnedistributie. Haar prostitués, die bij de drugverkoop betrokken waren, werden aangevallen en met scheermesjes bewerkt. In maart 1930 schoot Leigh 'Snowy' Prendergast dood toen hij samen met andere gangsters bij haar thuis inbrak. Ze werd niet veroordeeld voor zijn dood, noch voor het neerschieten van Joseph McNamara op 19 december 1931.
Leighs rivale, Tilly Devine, noemde haar een 'white slaver' en 'dope-pusher'. Devine beschuldigde haar ervan ongenaakbaar te zijn dankzij haar connecties met de plaatselijke afdeling van Labor. In 1930 werd Leigh tot twee jaar cel voor het bezit en verhandelen van cocaïne veroordeeld. Ze betaalde een boete van £ 250 en diende het tweede jaar niet te zitten.
Tijdens de crisis van de jaren 1930 deed Leigh ook aan heling. De politie viel regelmatig bij haar binnen en ze werd talloze keren veroordeeld. Haar illegale handel in grog bleef in de jaren 1930-40 voor inkomsten zorgen en haar rijkdom was legendarisch. Als Leigh voor de rechter diende te komen verscheen ze in grote hoeden, bont van de zilvervos en met diamanten ringen aan haar vingers.
In 1950 vloog ze naar West-Australië en huwde 'Shiner' Ryan op 18 januari in Fremantle. Na zes maanden samen in Sydney geleefd te hebben diende Ryan vanwege domicilieproblemen terug naar Fremantle te keren.
Leigh werd in totaal 107 keer veroordeeld en zat 13 keer een gevangenisstraf uit.

## Nalatenschap
Leigh werd in 1954 failliet verklaard omdat ze £ 6191 achterstallige belasting niet kon betalen. Ze bleef in Surry Hills leven en stierf er op 4 februari 1964. Haar dochter overleefde haar. Leigh werd begraven op 'Botany Cemetery'.
Een groot deel van de contemporaine pers negeerde haar criminele achtergrond. De journalisten aanzagen haar als een sociale dienstverlener in een repressief tijdperk. Men wees op haar patriottisme tijdens de oorlogsperiode en haar hulp aan de werklozen.
In 2011 werd de vete tussen Kate Leigh en Tilly Devine in de televisieserie 'Underbelly: Razor' vereeuwigd.